# Петровское-Зыково
Петро́вское-Зы́ково (Зы́ково) — бывшее сельцо Московской губернии и уезда. Входило в состав Всехсвятской волости. Основано в конце XVII века. С 1905 года в черте города Москвы. В настоящее время территорию сельца занимает московский район Аэропорт. Название сельца связано с фамилией владельца и с расположением на землях Высоко-Петровского монастыря.

## История
Земли, на которых располагалось сельцо Петровское-Зыково, принадлежали Высоко-Петровскому монастырю. Из документов известно, что сельцо было основано после 1678 года. Оно упоминается в межевой книге 1685 года: «земля и всякие угодья Петровского монастыря… пустоши Пушкиной, что ныне село Петровское… что ныне той землею владеет по записи… думного дворянина Афанасья Тихоновича Зыкова жена ево Авдотья Петровна». Описание Петровского содержится в переписной книге 1704 года. На тот момент в сельце был «двор монастырский, в нем мирских людей жителей никого нет; двор скотной, а в нем живут служебники для работы в трех избах», да «за двором» ещё 4 двора служебников. Всего в сельце проживало 32 человека.
Согласно офицерской описи имения, составленной в 1763 году, сельцо было ближайшей пригородной резиденцией монастыря. В нём был огороженный двор с садом: «в том саду властельничьи хоромы на каменном фундаменте, в них две светлицы с печами израсцовыми галанскими, промежу их сени, наверху чердак… На дворе 4 избы с белыми печми кирпичными под одной кровлей… Ещё две избы под одной кровлей, меж их сени… Баня, при ней светлица холодная, промеж их сени, под одну кровлю». Был в селе и хозяйственный двор с четырьмя «магазинами», то есть с амбарами для хранения запасов зерна и других продовольственных припасов. В конюшне было 10 лошадей да 11 жеребят, на скотном дворе содержалось 27 коров, 32 овцы, 7 свиней, гусей 17, уток 11, кур русских 19. В сельце имелись двух копаных пруда, в которых ловилась рыба для монастырских нужд. В том же документе сказано, что жители Петровского «в монастырском дворе караул содержут, смотрение над конюшнями и скотными заводами и птицами… починку всякую во оных дворах исправляют и прудовые плотины починивают, и в монастыре конюшую должность исправляют и протчее монастырское изделье делают».
В 1764 году в ходе секуляризации церковных владений земли и крестьяне сельца Петровского были переведены в ведомство Коллегии экономии. За монастырём остался только двор. В «Экономических примечаниях» 1800 года говорится: «Село Петровское, Зыково тож, командорственное духовной особы, с выделенной церковною землёю к селу Всехсвятскому. Дворов 10, мужеска полу 36, женска 40… На суходоле при копаном пруде, в котором рыба караси. Во оном селе дом Петровского монастыря каменный с деревянными службами. При самой дороге государев дворец каменный, построенный блаженной памяти государыни императрицы Екатерины Вторые в самом лучшем виде архитектуры, при оном состоит роща берёзовая и осиновая, в ней звери набегами бывают только зайцы, птицы мелкие разных пород… Грунт земли иловатый, хлеб и покосы родятся средственны. Крестьяне на оброке; промысел имеют в Москве извозничеством, зажитком посредственны, а женщины упражняются в вязании на продажу бумажных колпаков». В XIX веке сельцо Петровское-Зыково входило в приход храма Всех Святых во Всехсвятском
В 1776—1780-х годах близ села был построен Петровский путевой дворец. В 1827 году вокруг дворца был разбит Петровский парк. Земли в парке вскоре стали продавать под дачи.
В 1835 году появился проект благоустройства Зыкова. Согласно ему Петровский парк предполагалось продлить в северо-западном направлении и построить там новые дачи. Проект предусматривал перенос части домов сельца на земли Дворцового ведомства и в село Всехсвятское. Крестьяне, большинство из которых сдавали дома в наём, отказались от переезда. Перевоз домов был осуществлён за счёт казны, каждому домовладельцу было выплачено 1000 рублей.
В середине XIX веке сельцо Петровское-Зыково развивалось, росло его население. Многочисленные рестораны и трактиры сельца принимали преимущественно дачников из Петровского парка. Летом в сельцо приезжал цыганский табор. После реформы 1861 года сельскохозяйственные земли Петровского-Зыкова стали продаваться под строительство дач.
В 1852 году в Петровском-Зыкове проживало 93 человека (46 мужчин и 47 женщин). В 1859 году в сельце насчитывалось 129 жителей (57 мужчин и 72 женщины). По данным 1877 года в Петровском-Зыкове было 37 крестьянских домов и 82 дачи. Некоторые жители сельца продолжали заниматься сельским хозяйством, но сажали преимущественно картофель, держали лошадей для извоза и коров для продажи молока. В 1890 году в сельце было 426 жителей. К 1898 году в Петровском-Зыкове проживало 46 крестьянских семей, из них 40 были связаны с промыслами. Была распространена торговля самоварами. В селе насчитывалось 6 коров и 17 лошадей. 38 крестьянских семей имели собственные дома, им принадлежало 120 изб и 20 «холостых» построек. В 1901 году близ Петровского-Зыкова прошла линия Виндавской железной дороги, и открылась станция Зыково (ныне платформа Гражданская).
В 1901 году член Военно-Сергиево-Пантелеймоновского братства хоругвеносцев крестьянин Можайского уезда Андриан Антонович Рощин предложил построить в Петровском-Зыкове деревянную часовню Анастасии Узорешительницы в честь дня рождения царской дочери, княжны Анастасии Николаевны. Здание было построено в 1902 году, но это была уже не часовня, а церковь вместимостью 700 человек (не сохранилась). Располагалась она «в Петровско-Разумовском — Зыковском проезде». Таким образом, Петровское-Зыково получило статус села. При храме была открыта церковно-приходская школа. В Зыковских выселках и в Новом Зыкове были открыты женская гимназия и мужское среднее учебное заведение.
В 1905 году Петровское-Зыково вошло в состав Москвы, став частью Петровско-Разумовского участка. По сведениям 1907 года в Петровском-Зыкове проживало 4177 человек (2115 мужчин и 2062 женщины), а в 1912 году - 6231 человек (3090 мужчин и 3141 женщина).
В начале XX века в Петровском-Зыкове отмечалась неблагоприятная экологическая ситуация. Вот что писал в 1911 году местный корреспондент:
Пруды, ручьи и реки сильно загрязнены. Так, между прочим, банная вода идёт в открытых канавах по всему Зыкову, страшно загрязняя всю местность. Вода загрязняется особенно банями Терехова в Эльдорадовском пер. и заводом Мюллер в Зыковском.
С сельцом связано название Старого Зыковского и Нового Зыковского проездов.